# David Marek
David Marek je český ekonom, poradce a publicista. Vystudoval FSV UK, kde získal i doktorát. Od roku 2014 je hlavním ekonomem české pobočky Deloitte. Kromě toho byl od dubna 2023 do dubna 2025 poradcem  prezidenta Petra Pavla. Konkrétně prezidentovi radil ohledně ekonomiky, hospodářské politiky a finančních otázek. Už předtím mu ale pomáhal během prezidentské kampaně.